# 大盧比揚卡街
大盧比揚卡街（俄语：Больша́я Лубя́нка）是俄羅斯首都莫斯科的一條街道。呈西南-東北走向，西起盧比揚卡廣場，東接斯列堅卡街（花園環路），並以和平大街延伸，通往雅羅斯拉夫爾。長750公尺。
1926年至1991年稱捷爾任斯基大街，以紀念蘇聯早期的特務頭子費利克斯·埃德蒙多維奇·捷爾任斯基。